# Pavel Halbich
MVDr. Pavel Halbich (10. května 1888 Jičín – 13. července 1942 Koncentrační tábor Mauthausen) byl český veterinář a odbojář z období druhé světové války.

## Život

### Mládí a první světová válka
Pavel Halbich se narodil 10. května 1888 v Jičíně v rodině ševce Hynka Halbicha a jeho manželky Emilie, roz. Lachmanové. V Jičíně vystudoval gymnázium, poté studoval na vysoké veterinářské škole ve Vídni. Studia mu přerušila první světová válka, kdy musel v roce 1915 nastoupit k c. a K. armádě. Sloužil jako veterinář u vozatajského praporu v Moravské Ostravě. Zde se seznámil i se svou budoucí manželkou Annou Lichnovskou.

### Mezi světovými válkami
Po skončení války se snažil dokončit studia na Vysoké škole zvěrolékařské v Brně což se mu podařilo v dubnu 1920. Souběžně s tím byl opět povolán do československé armády, kde sloužil jako plukovní zvěrolékař na Slovensku u 201. horského dělostřeleckého pluku. V roce 1922 nastoupil na místo správce městských jatek v tehdy ještě samostatných Vítkovicích. Byl aktivním členem Národně socialistické strany a jejím funkcionářem ve Vítkovicích. V roce 1930 získal opět v Brně titul MVDr., o rok později přešel na místo zástupce ředitele a veterinárního rady v ústředních jatkách Moravská Ostrava.

### Druhá světová válka
Po německé okupaci Pavel Halbich dočasně povýšil na post ředitele jatek v Moravské Ostravě, ale to pouze na čas mezi suspendací Antonína Brtníka Němci a červnem 1941, kdy byl dosazen německý ředitel. Vstoupil do protinacistického odboje, za který byl v listopadu 1941 zatčen gestapem a uvězněn v brněnských Kounicových kolejích. V lednu 1942 byl odsouzen stanným soudem a převezen do koncentračního tábora Mauthausen. Zde byl 13. července téhož roku zastřelen údajně při pokusu o útěk.